# Piotr Konitz
Piotr Konitz (ur. 27 lipca 1959 w Obornikach) – polski piłkarz ręczny, mistrz i reprezentant Polski, następnie trener.

## Kariera sportowa
Był zawodnikiem Sparty Oborniki (1975-1978), Grunwaldu Poznań (1980-1983) i Pogoni Zabrze (1983-1989) oraz holenderskiej drużyny Tachos Waalwijk (1989-1994). Z Pogonią wywalczył z którą zdobył brązowe medale mistrzostw Polski w 1985 i 1987, wicemistrzostwo Polski w 1988 oraz mistrzostwo Polski w 1989.
W latach 1982–1986 wystąpił 52 razy w reprezentacji Polski seniorów, m.in. zagrał na mistrzostwach świata grupy A w 1986 (14. miejsce). Reprezentował także Polskę na akademickich mistrzostwach świata w 1985 (5. miejsce).
Po zakończeniu kariery zawodniczej pracował w Holandii jako trener. Zespół Tachos Waalwijk prowadził w latach 1994-2008, zdobył z nim w 2005 wicemistrzostwo Holandii i Puchar Holandii. Następnie prowadził zespół Targos Bevo (2008-2011). W latach 2013–2016 był trenerem drużyny HARO Rotterdam. W sezonie 2016/2017 prowadził zespół KRAS/Volendam, z którym w 2017 wywalczył wicemistrzostwo Holandii. W sezonie 2017/2018 został trenerem belgijskiej drużyny Olse Merksem HC.
Jego synem jest piłkarz ręczny, Bartosz Konitz.